# Przereklamowani
Przereklamowani (The Crazy Ones) – amerykański serial komediowy emitowany przez stację CBS, którego premierowy odcinek był wyemitowany 26 września 2013 roku. Pomysłodawcą serialu jest David E. Kelley.

10 maja 2014 roku, stacja CBS ogłosiła anulowanie serialu.

## Fabuła
Akcja serialu toczy się w fikcyjnej agencji reklamowej Roberts & Roberts w Chicago, na której czele stoi Simon Roberts - nieprzewidywalny geniusz reklamy. Przeciwieństwem Robertsa jest jego opanowana córka Sydney, która chce sama zapracować na swoją pozycję w branży reklamowej.

## Obsada
- Robin Williams jako Simon Roberts
- Sarah Michelle Gellar jako Sydney Roberts
- James Wolk jako Zach
- Hamish Linklater jako Andrew
- Amanda Setton jako Lauren

## Gościnne występy
- Adriana Lima[3]
- Special K Daily[4]
- Anty Atkinson[4]
- Highlight Burton[4]
- Missi Pyle jako Melor Evans, córka starego przyjaciela Simona[5]
- Kurt Fuller jako Mitchell Payson, dyrektor firmy, który chce zatrudnić bohaterów[5].
- Josh Groban  jako Danny Chase, który próbuje uwieść Sydney[6]
- Joshua Gomez jako George - copywriter w Lewis[7]
- Pam Dawber jako Lily, pisarka, która oczaruje Simon[8]

## Odcinki
| Sezon | Sezon | Odcinki | Oryginalna emisja | Oryginalna emisja | Oryginalna emisja | Oryginalna emisja | Oryginalna emisja |
| Sezon | Sezon | Odcinki | Premiera sezonu   | Finał sezonu      | Premiera sezonu   | Finał sezonu      |                   |
| ----- | ----- | ------- | ----------------- | ----------------- | ----------------- | ----------------- | ----------------- |
|       | 1     | 22      | 26 września 2013  | 17 kwietnia 2014  | 27 kwietnia 2014  | brak danych       |                   |

### Sezon 1 (2013-2014)
| Nr | #  | Tytuł                  | Reżyseria            | Scenariusz                | Premiera             | Premiera         |
| -- | -- | ---------------------- | -------------------- | ------------------------- | -------------------- | ---------------- |
| 1  | 1  | Pilot                  | Jason Winer          | David E. Kelley           | 26 września 2013     | 27 kwietnia 2014 |
| 2  | 2  | The Spectacular        | Jason Winer          | Joe Port, Joe Wiseman     | 3 października 2013  | 27 kwietnia 2014 |
| 3  | 3  | Bad Dad                | Jason Winer          | Corey Nickerson           | 10 października 2013 | 4 maja 2014      |
| 4  | 4  | Breakfast Burrito Club | Michael Patrick Jann | Rob Sudduth               | 17 października 2013 | 11 maja 2014     |
| 5  | 5  | She's So European      | Jason Winer          | Dean Lorey                | 24 października 2013 | 18 maja 2014     |
| 6  | 6  | Hugging the Now        | Fred Savage          | Ryan Raddatz              | 31 października 2013 | 18 maja 2014     |
| 7  | 7  | Sydney, Australia      | Bill D'Elia          | Tracy Poust, Jon Kinnally | 7 listopada 2013     | 25 maja 2014     |
| 8  | 8  | The Stan Wood Account  | Jason Winer          | Laura Kraft               | 14 listopada 2013    | 25 maja 2014     |
| 9  | 9  | Sixteen-Inch Softball  | Alex Hardcastle      | Amy Hubbs                 | 21 listopada 2013    | 1 czerwca 2014   |
| 10 | 10 | Models Love Magic      | Fred Savage          | Dean Lorey                | 5 grudnia 2013       | 1 czerwca 2014   |
| 11 | 11 | The Intern             | Fred Goss            | Joe Port, Joe Wiseman     | 12 grudnia 2013      | brak danych      |
| 12 | 12 | The Face of a Winner   | Jason Winer          | Mason Steinberg           | 2 stycznia 2014      | brak danych      |
| 13 | 13 | Outbreak               | Bill D’Elia          | Rob Sudduth               | 9 stycznia 2014      | brak danych      |
| 14 | 14 | Simon Roberts Was Here | Steven Tsuchida      | Ryan Raddatz              | 30 stycznia 2014     | brak danych      |
| 15 | 15 | Dead and Improved      | Bill D'Elia          | David E. Kelley           | 6 lutego 2014        | brak danych      |
| 16 | 16 | Zach Mitzvah           | Jason Winer          | Tracy Poust, Jon Kinnally | 27 lutego 2014       | brak danych      |
| 17 | 17 | Heavy Meddling         | Alex Hardcastle      | Bill Kunstler             | 6 marca 2014         | brak danych      |
| 18 | 18 | March Madness          | Linda Mendoza        | Laura Krafft              | 13 marca 2014        | brak danych      |
| 19 | 19 | W.W.S.D.?              | David Katzenberg     | Amy Hubbs                 | 3 kwietnia 2014      | brak danych      |
| 20 | 20 | Love Sucks             | Bill D'Elia          | Mason Steinberg           | 10 kwietnia 2014     | brak danych      |
| 21 | 21 | The Monster            | Matt Sohn            | Tracy Poust, Jon Kinnally | 17 kwietnia 2014     | brak danych      |
| 22 | 22 | The Lighthouse         | Matt Sohn            | Tracy Poust, Jon Kinnally | 17 kwietnia 2014     | brak danych      |